# Pelochyta haemapleura
Pelochyta haemapleura là một loài bướm đêm thuộc phân họ Arctiinae, họ Erebidae.